# Вознесенский храм (Торопец)
Храм Вознесения Господня — приходской православный храм в городе Торопце Тверской области. Принадлежит Ржевской епархии Русской православной церкви. Памятник архитектуры регионального (областного) значения.

## История
Однопрестольный каменный храм Вознесения Господня был построен в 1789 году помещиком Андреем Абакумовым (по другим данным, помещиком Гавриилом Лучаниновым).
Архитектурный стиль — барокко.
На колокольне прежде висело 4 колокола, самый большой из которых весил 16 пудов 15 фунтов (более 260 кг).
В 1937 году советские власти закрыли храм. Долгое время здание церкви не использовалось и начало разрушаться.
В 1999 году начались ремонтно-восстановительные работы. В 2001 году на праздник Вознесения Господня было совершено первое богослужение во вновь восстановленном храме.

## Современное состояние
По состоянию на 2021 год храм действует. Настоятель — протоиерей Георгий Фролов (род. 1964; настоятель с 2001 года).

## Вознесенское кладбище
Вокруг храма расположено одно из трёх кладбищ Торопца — Вознесенское. Образовано по указу Екатерины II в то же время, что и храм.
Известные люди, похороненные на кладбище у храма: родители патриарха Тихона, генерал Абакумов, благочинный Торопецкого округа протоиерей Владимир Щукин, священник Иоанн Музыров с семьёй.
Над могилой братьев и родителей патриарха Тихона в 1997 году была установлена часовня.

## Галерея

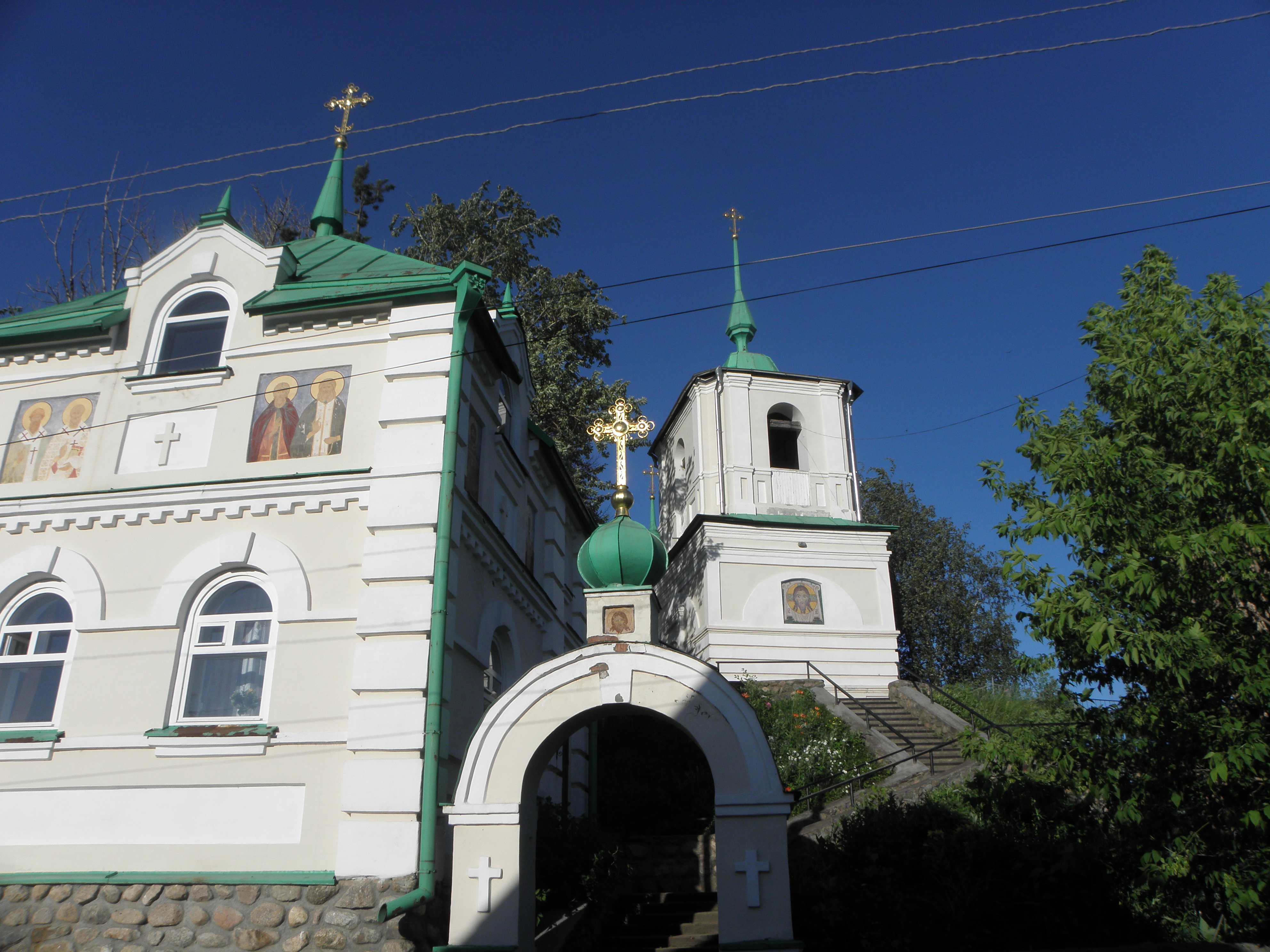
Вид на храм с запада.
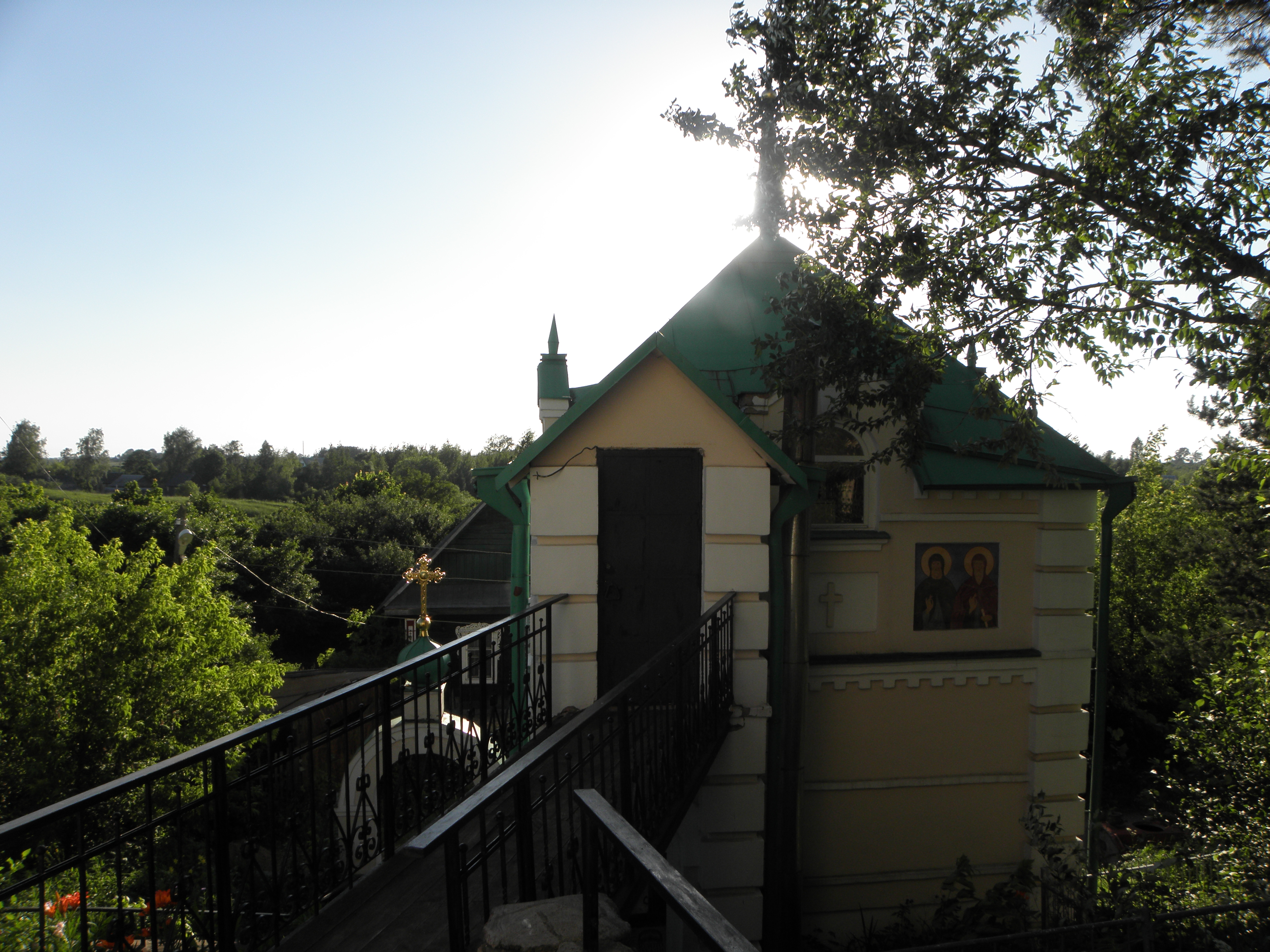
Переход между храмом и горкой на кладбище.
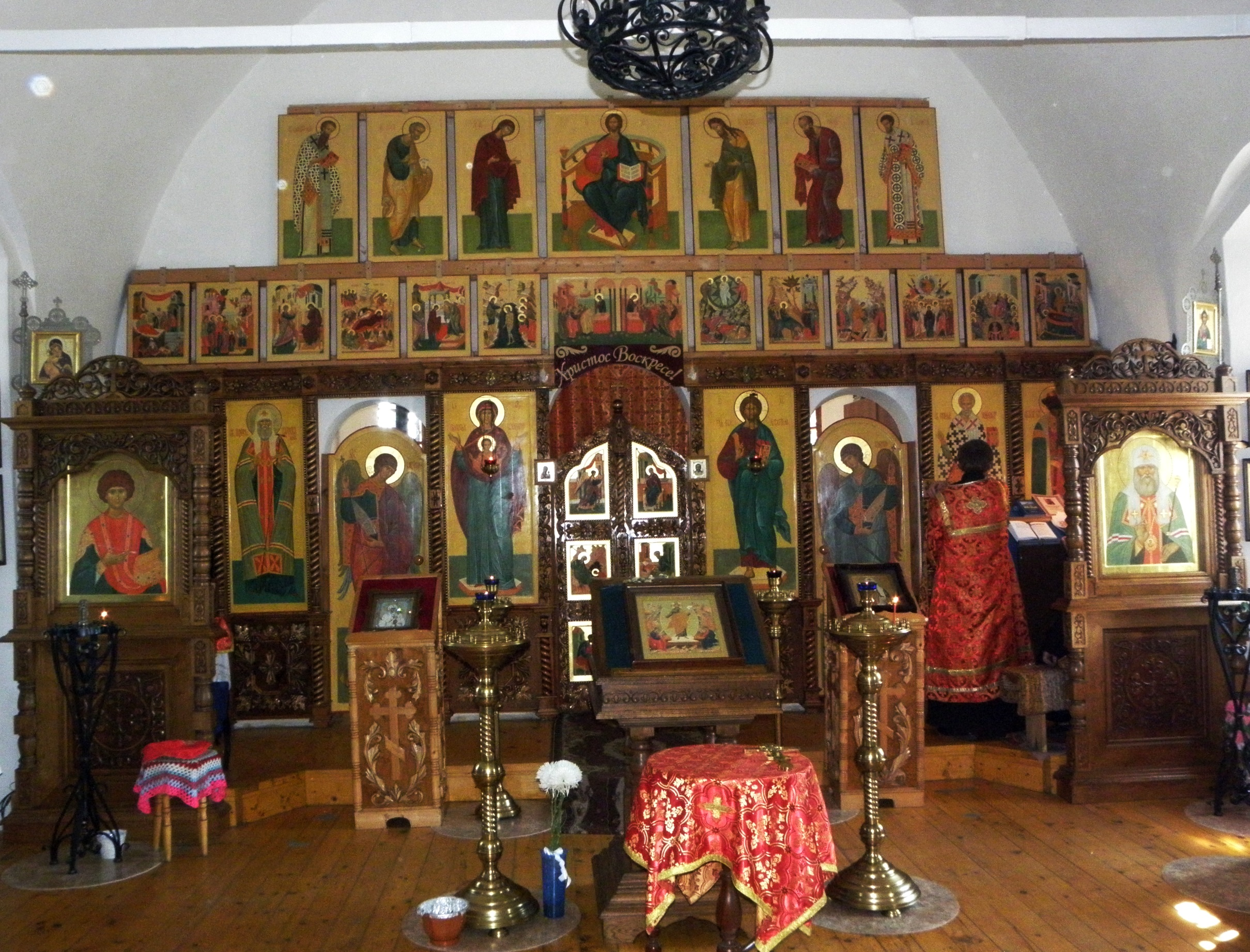
Интерьер храма. Иконостас.
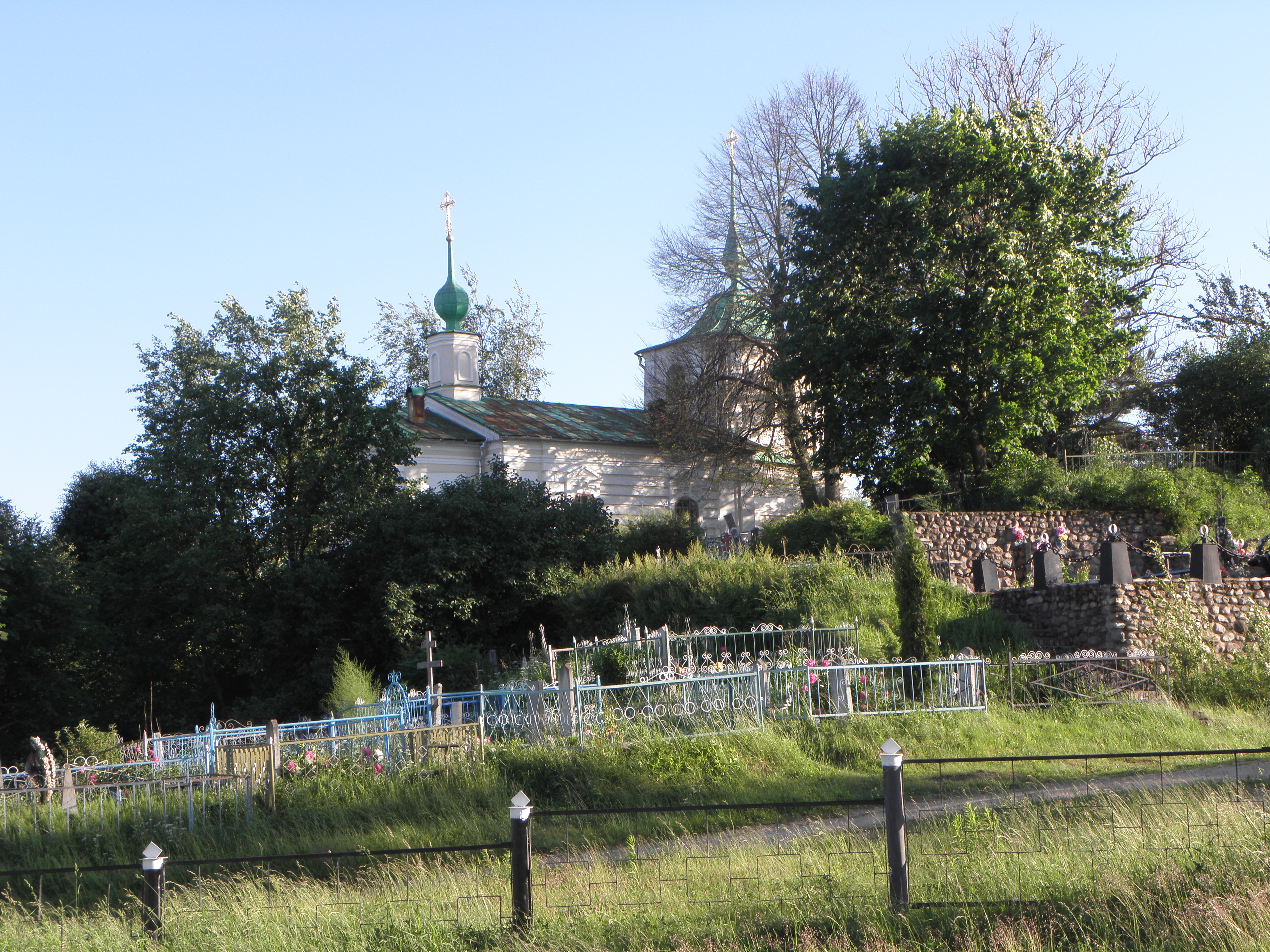
Вид на храм снизу с северной стороны.